# 2nd Street Tunnel
2nd Street Tunnel is een wegtunnel van 1 km lengte onder Bunker Hill in Downtown Los Angeles. Met de bouw van de tunnel werd in 1916 begonnen en deze werd geopend op 25 juli 1924.
De tunnel is bekend geworden door het opvallende ontwerp van de westelijke ingang, die bedekt is met witte tegels in een futuristisch patroon die fel verlicht worden. Doordat de westelijke ingang vaak als decor is gebruikt voor films en videoclips, is dit een zeer herkenbaar bouwwerk geworden. Films waarin de tunnel voorkomt, zijn onder andere Blade Runner, Kill Bill, Independence Day, Con Air, Flashdance en The Terminator. Doordat de binnenkant van de tunnel slecht onderhouden is en vervuild met graffiti, moeten de opnamen digitaal bewerkt worden.